# Guillermo Varela
Guillermo Varela Olivera (Montevideo, 24 de marzo de 1993) es un futbolista uruguayo. Juega como defensa en el C. R. Flamengo del Campeonato Brasileño de Serie A.

## Clubes

### Peñarol (debut)
Comenzó su carrera en el club Atlético  Peñarol, debutó en el plantel mayor el 5 de junio de 2011, en una derrota por 1-0 ante el Racing Club de Montevideo, en la última jornada de la Primera División uruguaya.

### Manchester United (primera etapa)
En mayo de 2013, Varela fue a una prueba de dos semanas con el Manchester United después de una actuación impresionante en el Campeonato Sudamericano Juvenil 2013. El 7 de junio de 2013, el Manchester United anunció que había llegado a un acuerdo para suscribir a Varela de Peñarol por una tarifa no divulgada, que se rumoreaba era de € 2,8 millones. En junio de 2013, firmó un contrato de cinco años con el Manchester United. Por tanto, se convirtió en el primer jugador en unirse al Manchester United bajo la tutela de David Moyes.
En este período, junto al Manchester United no disputó ningún encuentro. Jugó en los Reservas disputando 19 partidos y repartiendo tres asistencias.

### Madrid Castilla
En septiembre de 2014, Varela se unió al Castilla en calidad de cedido, por una temporada. Logró 33 apariciones, anotando un gol y dos asistencias.
Llegó a estar incluido en el primer equipo, para disputar la Champions League 2014-15, recibiendo el número 28. No disputó ningún encuentro con el primer equipo.

### Manchester United (segunda etapa)
Después de regresar al Manchester United, Varela fue incluido en el equipo para la fase de grupos de la Liga de Campeones de la UEFA 2015-16. Hizo su debut el 5 de diciembre de 2015, como sustituto de medio tiempo de Patrick McNair en un empate sin goles de la Premier League contra el West Ham United en Old Trafford. Tres días después, Varela debutó en la Liga de Campeones en la Champions League 2015-16, jugando los 90 minutos completos en una derrota por 3-2 ante el VfL Wolfsburgo.
En este período, junto al Manchester United disputó 11 partidos, logrando una asistencia. Junto a los Reservas disputó 13 partidos, convirtiendo dos goles y repartiendo una asistencia.

### Eintracht Fráncfort
Después de la llegada de José Mourinho como mánager del Manchester United en 2016, Varela entró como sustituto en el primer partido a cargo del equipo (una victoria por 2-0 ante el Wigan Athletic en un amistoso). Sin embargo, no estuvo incluido en el equipo de Mourinho para la gira de verano del club por China, y el 23 de julio de 2016, Varela se unió al club alemán Eintracht Fráncfort en un contrato de préstamo de una temporada.
El entrenador del Eintracht, Niko Kovač, reveló al final de la temporada que se esperaba que Varela jugara en la final Copa alemana 2017 y que se le otorgaría una extensión, pero estos planes fueron abandonados después de que Varela desafió las instrucciones del personal de entrenamiento del club, realizándose un tatuaje.
Debido a esto fue suspendido por el club, y éste decidió no extender su préstamo.

### Peñarol (regreso)
El 12 de agosto de 2017, Varela regresó a Peñarol con un acuerdo permanente. Hizo su segundo debut para el club el 20 de agosto de 2017, en la victoria 4-0 contra El Tanque Sisley.
En esta temporada logra el Torneo Clausura y posteriormente el Campeonato Uruguayo.
En la temporada 2018, el 26 de enero, se consagra campeón de la Supercopa Uruguaya al derrotar 3-1 al acérrimo rival, el Club Nacional de Football.
Supo ganarse el cariño de la hinchada carbonera debido a sus grandes actuaciones y la gran adhesión al club; llegó a rechazar ofertas del Inter de Milán y la Roma debido a sus deseos de disputar la Copa Libertadores 2018 con Peñarol.
Luego de contender en Rusia 2018 su cotización aumentó, y se esperaba que finalmente recale en Europa. Cosa que no sucedió, ya que, llegando al colofón del período de pases del Viejo Continente, rechazó las ofertas que mantenía latentes; Málaga, Alavés, y Benfica. Confirmándose así, su continuidad en el Carbonero.
Pocos días después de confirmarse su estancia, el viernes 7 de septiembre, sufre un desgarro de gemelos en la pierna derecha. Lesión que le demandó dos meses de recuperación, perdiéndose así la segunda mitad de la temporada.

### Copenhague
El 14 de diciembre de 2018 se especuló con su fichaje al Copenhague por 300 000 USD, con la duración de 4 años y medio. A esta pequeña suma de dinero se sumó, en acuerdo con su representante Pablo Bentancur, la posibilidad de que Gonzalo Carneiro arribe a Peñarol.
Aterrizó en Dinamarca para proceder al chequeo médico, y así ser habilitado a jugar en el Copenhague. Finalmente se oficializa su contratación el jueves 20 de diciembre.

### Flamengo
El 30 de julio de 2022 se confirmó su llegada al C. R. Flamengo como cedido hasta mayo de 2023. El 4 de septiembre de 2022, Varela fue el novato de Flamengo en el partido contra Ceará, un empate 1-1 en Maracaná. Guillermo Varela escribió otro capítulo emocionante sobre su viaje en el mundo del fútbol profesional. El 18 de enero de 2024, contra Audax Rio de Janeiro, dejó su marca con la camisa de Mengão, anotando su primer gol en partidos profesionales.
Solo disputó seis partidos en lo que quedaba de temporada, pero en diciembre firmó hasta 2027 tras finalizar su préstamo con el Dinamo de Moscú.
En 2023 pasó gran parte del año como lateral derecho reserva para diferentes jugadores y lo terminó como tercera opción, jugando un total de 21 partidos.
Flamengo oficializó la renovación del contrato de Varela. La firma del nuevo bono tuvo lugar en el Nido de Urubu el 15 de agosto de 2025, y se extiende hasta diciembre de 2027.

## Selección nacional

### Participaciones con las categorías inferiores
| Torneo                                 | Sede      | Resultado     | Partidos | Goles |
| -------------------------------------- | --------- | ------------- | -------- | ----- |
| Campeonato Sudamericano Sub-17 de 2011 | Ecuador   | Subcampeón    | 2        | 0     |
| Copa Mundial Sub-17 de 2011            | México    | Subcampeón    | 5        | 0     |
| Campeonato Sudamericano Sub-20 de 2013 | Argentina | Tercer puesto | 8        | 0     |
| Copa Mundial Sub-20 de 2013            | Turquía   | Subcampeón    | 7        | 0     |

### Participaciones en Copas del Mundo
| Mundial                        | Sede  | Resultado        | Partidos | Goles |
| ------------------------------ | ----- | ---------------- | -------- | ----- |
| Copa Mundial de Fútbol de 2018 | Rusia | Cuartos de final | 2        | 0     |
| Copa Mundial de Fútbol de 2022 | Catar | Fase de grupos   | 3        | 0     |

### Participaciones en Copas América
| Torneo            | Sede           | Resultado     | Partidos | Goles |
| ----------------- | -------------- | ------------- | -------- | ----- |
| Copa América 2024 | Estados Unidos | Tercer puesto | 2        | 0     |

### Detalle de sus participaciones
| Con Uruguay | Con Uruguay     | Con Uruguay | Con Uruguay              | Con Uruguay             | Con Uruguay    | Con Uruguay | Con Uruguay | Con Uruguay                                | Con Uruguay |
| N.º         | Rival           | Resultado   | Fecha                    | Lugar                   | Competencia    | Goles       | Asistencias | Cambio                                     | Ref.        |
| ----------- | --------------- | ----------- | ------------------------ | ----------------------- | -------------- | ----------- | ----------- | ------------------------------------------ | ----------- |
| 1           | Polonia         | 0:0         | 10 de noviembre de 2017  | Varsovia · Polonia      | Amistoso       | -           | -           |                                            |             |
| 2           | República Checa | 2:0 (2:0)   | 23 de marzo de 2018      | Nanning China           | China Cup      | -           | -           |                                            |             |
| 3           | Gales           | 1:0 (0:0)   | 26 de marzo de 2018      | Nanning China           | China Cup      | -           | -           |                                            |             |
| 4           | Egipto          | 1:0 (0:0)   | 15 de junio de 2018      | Ekaterimburgo · Rusia   | Copa del Mundo | -           | -           |                                            |             |
| 5           | Arabia Saudita  | 1:0 (1:0)   | 20 de junio de 2018      | Rostov del Don · Rusia  | Copa del Mundo | -           | -           |                                            |             |
| 6           | Estados Unidos  | 0:0         | 5 de junio de 2022       | Kansas Estados Unidos   | Amistoso       | -           | -           | Sustituido a los 68' por Facundo Pellistri |             |
| 7           | Panamá          | 5:0 (1:0)   | 11 de junio de 2022      | Montevideo · Uruguay    | Amistoso       | -           | 1           | Ingresó a los 75' por Damián Suárez        |             |
| 8           | Irán            | 0:1 (0:0)   | 23 de septiembre de 2022 | Sankt Pölten · Austria  | Amistoso       | -           | -           | Ingresó a los 72' por Damián Suárez        |             |
| 9           | Canadá          | 2:0 (2:0)   | 27 de septiembre de 2022 | Bratislava · Eslovaquia | Amistoso       | -           | -           |                                            |             |
| 10          | Corea del Sur   | 0:0         | 24 de noviembre de 2022  | Al Rayyan Catar         | Copa del Mundo | -           | -           | Ingresó a los 88' por Facundo Pellistri    |             |
| 11          | Portugal        | 0:2 (0:0)   | 28 de noviembre de 2022  | Lusail Catar            | Copa del Mundo | -           | -           |                                            |             |
| 12          | Ghana           | 2:0 (2:0)   | 2 de diciembre de 2022   | Al Wakrah Catar         | Copa del Mundo | -           | -           |                                            |             |
| 13          | Nicaragua       | 4:1 (2:0)   | 14 de junio de 2023      | Montevideo · Uruguay    | Amistoso       | -           | -           | Salió a los 84' por Bruno Méndez           |             |
| 14          | Cuba            | 2:0 (1:0)   | 20 de junio de 2023      | Montevideo · Uruguay    | Amistoso       | -           | -           | Ingresó a los 40' por Mauricio Lemos       |             |
| 15          | País Vasco      | 1:1 (0:1)   | 23 de marzo de 2024      | Bilbao País Vasco       | Amistoso       | -           | -           | Salió a los 65' por Nahitan Nández         |             |

## Estadísticas
| Club                                | Div.          | Temporada     | Liga  | Liga  | Estatal | Estatal | Copas nacionales | Copas nacionales | Copas internacionales | Copas internacionales | Total | Total |
| Club                                | Div.          | Temporada     | Part. | Goles | Part.   | Goles   | Part.            | Goles            | Part.                 | Goles                 | Part. | Goles |
| ----------------------------------- | ------------- | ------------- | ----- | ----- | ------- | ------- | ---------------- | ---------------- | --------------------- | --------------------- | ----- | ----- |
| C. A. Peñarol · Uruguay             | 1.ª           | 2011          | 1     | 0     | —       | —       | —                | —                | 0                     | 0                     | 1     | 0     |
| Real Madrid Castilla C. F. · España | 2.ª B         | 2014-15       | 33    | 1     | —       | —       | —                | —                | —                     | —                     | 33    | 1     |
| Real Madrid Castilla C. F. · España | Total club    | Total club    | 33    | 1     | 0       | 0       | 0                | 0                | 0                     | 0                     | 33    | 1     |
| Manchester United F. C. Inglaterra  | 1.ª           | 2015-16       | 4     | 0     | —       | —       | 3                | 0                | 4                     | 0                     | 11    | 0     |
| Manchester United F. C. Inglaterra  | Total club    | Total club    | 4     | 0     | 0       | 0       | 3                | 0                | 4                     | 0                     | 11    | 0     |
| Eintracht Fráncfort · Alemania      | 1.ª           | 2016-17       | 7     | 0     | —       | —       | 3                | 0                | —                     | —                     | 10    | 0     |
| Eintracht Fráncfort · Alemania      | Total club    | Total club    | 7     | 0     | 0       | 0       | 3                | 0                | 0                     | 0                     | 10    | 0     |
| C. A. Peñarol · Uruguay             | 1.ª           | 2017          | 11    | 0     | —       | —       | —                | —                | —                     | —                     | 11    | 0     |
| C. A. Peñarol · Uruguay             | 1.ª           | 2018          | 12    | 0     | —       | —       | 1                | 0                | 6                     | 0                     | 19    | 0     |
| C. A. Peñarol · Uruguay             | Total club    | Total club    | 24    | 0     | 0       | 0       | 1                | 0                | 6                     | 0                     | 31    | 0     |
| F. C. Copenhague Dinamarca          | 1.ª           | 2018-19       | 7     | 0     | —       | —       | —                | —                | —                     | —                     | 7     | 0     |
| F. C. Copenhague Dinamarca          | 1.ª           | 2019-20       | 27    | 0     | —       | —       | 1                | 0                | 15                    | 0                     | 43    | 0     |
| F. C. Copenhague Dinamarca          | 1.ª           | 2020-21       | 1     | 0     | —       | —       | —                | —                | 2                     | 0                     | 3     | 0     |
| F. C. Copenhague Dinamarca          | Total club    | Total club    | 35    | 0     | 0       | 0       | 1                | 0                | 17                    | 0                     | 53    | 0     |
| F. C. Dinamo Moscú · Rusia          | 1.ª           | 2020-21       | 17    | 0     | —       | —       | 2                | 0                | —                     | —                     | 19    | 0     |
| F. C. Dinamo Moscú · Rusia          | 1.ª           | 2021-22       | 24    | 0     | —       | —       | 5                | 0                | —                     | —                     | 29    | 0     |
| F. C. Dinamo Moscú · Rusia          | 1.ª           | 2022-23       | 1     | 0     | —       | —       | —                | —                | —                     | —                     | 1     | 0     |
| F. C. Dinamo Moscú · Rusia          | Total club    | Total club    | 42    | 0     | 0       | 0       | 7                | 0                | 0                     | 0                     | 49    | 0     |
| C. R. Flamengo · Brasil             | 1.ª           | 2022          | 5     | 0     | —       | —       | 0                | 0                | 1                     | 0                     | 6     | 0     |
| C. R. Flamengo · Brasil             | 1.ª           | 2023          | 5     | 0     | 7       | 0       | 4                | 0                | 5                     | 0                     | 21    | 0     |
| C. R. Flamengo · Brasil             | 1.ª           | 2024          | 18    | 1     | 12      | 1       | 7                | 0                | 9                     | 0                     | 46    | 2     |
| C. R. Flamengo · Brasil             | 1.ª           | 2025          | 12    | 0     | 9       | 0       | 4                | 1                | 8                     | 0                     | 33    | 1     |
| C. R. Flamengo · Brasil             | Total club    | Total club    | 40    | 1     | 28      | 1       | 15               | 1                | 23                    | 0                     | 106   | 3     |
| Total carrera                       | Total carrera | Total carrera | 185   | 2     | 28      | 1       | 30               | 1                | 50                    | 0                     | 293   | 4     |
| 1. 2.                               |               |               |       |       |         |         |                  |                  |                       |                       |       |       |

## Palmarés

### Títulos estatales
| Título             | Club           | Estado         | Año  |
| ------------------ | -------------- | -------------- | ---- |
| Campeonato Carioca | C. R. Flamengo | Río de Janeiro | 2024 |
| Campeonato Carioca | C. R. Flamengo | Río de Janeiro | 2025 |

### Títulos nacionales
| Título                 | Club                           | País       | Año     |
| ---------------------- | ------------------------------ | ---------- | ------- |
| Premier League Sub-23  | Manchester United F. C. sub-23 | Inglaterra | 2015-16 |
| FA Cup                 | Manchester United F. C.        | Inglaterra | 2015-16 |
| Community Shield       | Manchester United F. C.        | Inglaterra | 2016    |
| Torneo Clausura        | C. A. Peñarol                  | Uruguay    | 2017    |
| Campeonato Uruguayo    | C. A. Peñarol                  | Uruguay    | 2017    |
| Supercopa Uruguaya     | C. A. Peñarol                  | Uruguay    | 2018    |
| Torneo Clausura        | C. A. Peñarol                  | Uruguay    | 2018    |
| Campeonato Uruguayo    | C. A. Peñarol                  | Uruguay    | 2018    |
| Superliga de Dinamarca | F. C. Copenhague               | Dinamarca  | 2018-19 |
| Copa de Brasil         | C. R. Flamengo                 | Brasil     | 2022    |
| Copa de Brasil         | C. R. Flamengo                 | Brasil     | 2024    |
| Supercopa de Brasil    | C. R. Flamengo                 | Brasil     | 2025    |

### Títulos internacionales
| Título                       | Club           | Sede      | Año  |
| ---------------------------- | -------------- | --------- | ---- |
| Copa Libertadores de América | C. R. Flamengo | Guayaquil | 2022 |

### Distinciones individuales
| Distinción                                                | Año  |
| --------------------------------------------------------- | ---- |
| Mejor lateral derecho del Campeonato Uruguayo para Referí | 2017 |